# ВАЗ-2106
ВАЗ-2106 (Жигулі/Lada 1600/Lada 1500S/Lada 1300SL) — радянський і російський задньопривідний автомобіль III групи малого класу з кузовом типу седан, який є модернізацією ВАЗ-2103 і випускався Волзьким автомобільним заводом з 1976 по 2001 рік. У 1998 році виробництво було частково перенесено на підприємство «Рослада» в Сизрані (останній з випущених в Тольятті ВАЗ-2106 був зібраний 28 грудня 2001), в 2001 році — на Анто-Рус в Херсоні, а в 2002 році — на завод «ІжАвто» в Іжевську, де і тривало аж до зняття моделі з конвеєра в 2006 році. Один з наймасовіших і популярних автомобілів в історії СРСР, Росії та СНД — всього вироблено і зібрано на різних заводах понад 4,3 млн штук.

## Опис

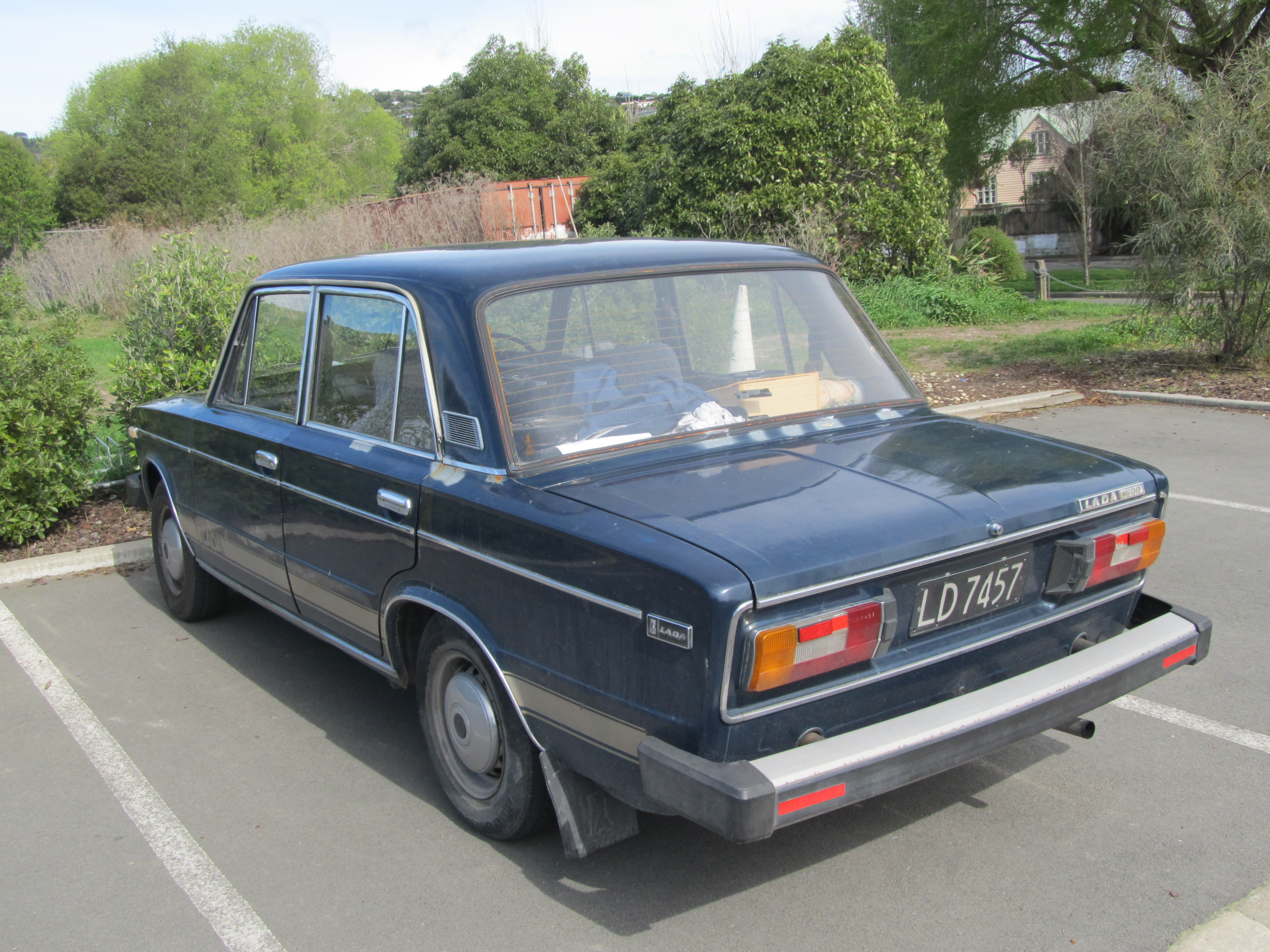
ВАЗ-2106

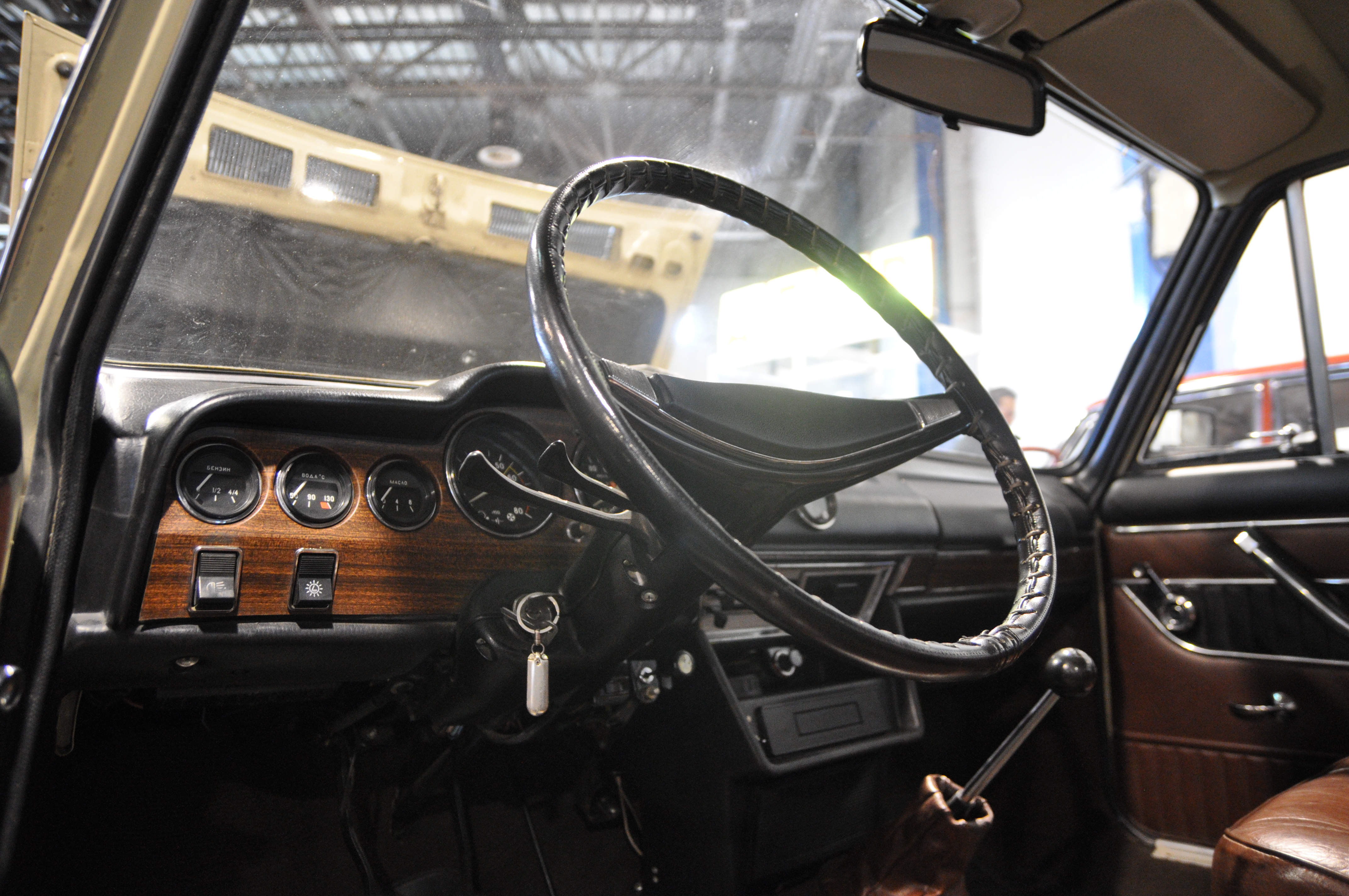
Салон

Виробництво моделі розпочалось у 1976 році на заводі в Тольятті. Модель була перероблена з ВАЗ-2103, який в свою чергу був перероблений з FIAT 124 Speciale зразка 1972 року. Згодом ВАЗ-2106 став найпрестижнішим автомобілем в СРСР після Волги, який можна було придбати.
«Шістка» відрізняється від ВАЗ-2103 потужнішим 80-сильним двигуном ВАЗ-2106 з робочим об'ємом 1,6 л, іншою схемою електроустаткування і зміненим оформленням кузова і салону. Так, передні здвоєні фари отримали пластмасові «очі», змінено облицювання радіатора, встановлено інші бампери з поліуретановими «іклами» і пластмасовими «кутками», задні ліхтарі об'єднані з підсвіткою номерного знаку.
У порівнянні з автомобілями «Москвич», ці 5-місні седани, що відрізнялися кращою динамікою і дійсно комфортним інтер'єром, були верхом комфорту і престижу для широких верств автолюбителів СРСР. Наприкінці 1970-х ВАЗ-2106 відразу набув слави «вишуканого» і швидкісного автомобіля, але дорогого і менш «практичного», ніж інші «Жигулі». Пристойна для того часу динаміка (максимальна швидкість 160 км/год), рельєфні сидіння з підголівниками, панель приладів із тахометром та непогана звукоізоляція.

## Модифікації

### ВАЗ-21061 / LADA 1500 S
Двигун ВАЗ-2103. На частині автомобілів для внутрішнього ринку була спрощена система охолодження двигуна - був відсутній електровентилятор, а крильчатка встановлювалася безпосередньо на торець валу насоса охолоджуючої рідини. У пострадянські роки допускалася заводська комплектація бамперами від ВАЗ-2105. Експортні екземпляри відрізнялися поліпшеною обробкою і дрібними змінами в схемі електроустаткування, частина таких машин комплектувалася модифікованими бамперами від ВАЗ-2121 з вбудованими підфарниками, деякі автомобілі забезпечувалися очисниками і омивачами зовнішніх фар.

### ВАЗ-21062
Експортна версія ВАЗ-2106 для країн з лівостороннім рухом.

### ВАЗ-21063 / LADA 1300 SL
Двигун ВАЗ-21011 поліпшеної комплектації, з датчиком тиску мастила та з електровентилятором замість приводної ременем крильчатки (у варіантному виконанні допускався привід ременем). Ця модифікація, що випускалася до 1994 р., оснащувалася, на відміну від інших, системою випуску відпрацьованих газів з одним резонатором замість двох. Автомобілі пізніх років випуску могли комплектуватися бамперами від моделі 2105.

### ВАЗ-21064
Експортна версія ВАЗ-21061 для країн з лівобічним рухом.

### ВАЗ-21065
Ця модифікація, що випускалася в 1993-2001 рр.. (У Тольяті) з 2001-2006 рр. на Іжевському автозаводі, відрізнялася від базової моделі потужнішим генератором, п'ятиступінчастою коробкою передач, редуктором заднього моста з передавальним числом 3,9, безконтактною системою запалення, карбюратором «Солекс» (21053-1107010), галогенними фарами, оббивкою і підголовниками сидінь, а також штатним наявністю заднього протитуманного ліхтаря та електрообігріву заднього скла. Використовувалися колеса від ВАЗ-2105, більшість примірників комплектувалося алюмінієвими бамперами від тієї ж моделі, як і раніше випускалися і експортні версії. Комплектація 21065-01 оснащувалася двигуном від моделі 2103.

### ВАЗ-21066
Експортна версія ВАЗ-21063 для країн з лівобічним рухом.

### ВАЗ-21067
Версія Іжевського автозаводу, оснащена інжекторним двигуном ВАЗ-21067-20.

### ВАЗ-21068
Носій агрегатів періоду доведення двигунів ВАЗ-2108 і ВАЗ-21083. Робочий об'єм 1.1л і 1,3 л та 1,5 л  відповідно.

## В ігровій і сувенірній індустрії
Масштабна модель ВАЗ-2106 була випущена китайськими виробниками в серіях Bauer і «Автолегенди СРСР» (випуск № 56). Також ВАЗ-2106 в масштабі 1:43 випускають на базі саратовської моделі 2101, існують деякі серійні переробки-конверсії (студія ДІК, Кострома). Також модель ВАЗ-2106 в різних забарвленнях випускають фірми Welly і Autotime.